# Trojan Room-koffiezetapparaat

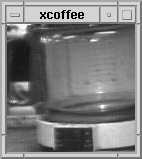
Het beeld van de webcam

Het Trojan Room-koffiezetapparaat was het koffiezetapparaat dat zich in de Trojan Room (koffiekamer) van het computerlab van de Universiteit van Cambridge bevond. Het werd beroemd omdat het apparaat zichtbaar was via een van de eerste webcams ter wereld.
Deze webcam was puur om praktische redenen geïnstalleerd. Het ging om een groot gebouw en men wilde voorkomen dat mensen onnodig naar de koffiekamer zouden lopen om vervolgens te ontdekken dat de koffie nog niet klaar was. Hiervoor werd in 1991 een camera geïnstalleerd waarvan iedereen, die op het lokale netwerk was aangesloten, het beeld kon opvragen.
Het programma XCoffee plaatste dan een plaatje van 128x128 pixels op het scherm van de gebruiker.
Vanaf 1993 werd het beeld ook via internet beschikbaar. Tot 2001 werd het koffiezetapparaat viermaal vervangen.
In 2001 verhuisde het lab naar een nieuw gebouw. Om die reden werd de webcam offline gehaald op 22 augustus 2001. Het uitschakelen van de computer waar de webcam op aangesloten was, was online te volgen.
Verschillende kranten hebben over het voorval geschreven, waaronder The Times, de Washington Post, The Guardian en het tijdschrift Wired.
Het laatste koffiezetapparaat, een Krups, werd via eBay geveild aan Spiegel Online voor 3.350 pond. Later hebben Krups-medewerkers de machine gereviseerd, en is hij aangezet in het kantoor van het magazine. Sinds zomer 2015 is de machine in permanent bruikleen van het Deutsches Technikmuseum Berlin in Berlijn.